# Parte primera de la Crónica del Perú
La Parte primera de la Crónica del Perú es un libro histórico escrito por el cronista español Pedro Cieza de León, que fue publicado en 1553. Es el primero de cuatro volúmenes escritos bajo el título de la Crónica del Perú, pero que el autor no pudo en vida publicar en su totalidad, permaneciendo el resto inédito hasta los siglos XIX y XX.

## El autor
Pedro Cieza de León, natural de Llerena (España), arribó muy joven a América, hacia 1535. Participó como soldado en la conquista del actuales territorios de Colombia y Ecuador, antes de arribar al Perú en 1547. Cuenta él mismo que, en sus ratos libres, durante los paréntesis de las penosas marchas a lo largo del agreste territorio sudamericano, escribía sobre todo lo que veía y escuchaba, referente a las costumbres, las tradiciones, la geografía y los sucesos históricos. Enterado el pacificador Pedro de la Gasca de su trabajo, recibió apoyo oficial para que pudiera culminar su extensa crónica, cuya publicación planeó hacerlo en cuatro partes. 

## Publicación
La primera parte fue publicada en Sevilla, en 1553. Se imprimieron 1100 ejemplares y al año siguiente fue necesario hacer una nueva edición, corregida en Amberes. Pero Cieza falleció poco después, el 2 de julio de 1554, y el resto de su copiosa obra permaneció inédita e incluso extraviada. No faltó incluso quienes se apropiaron de su trabajo, como fue el caso del cronista Antonio de Herrera y Tordesillas que copió varios capítulos en sus Décadas. No fue sino hasta el siglo XIX, cuando el resto de la obra empezó a ser descubierta y editada; de hecho, la edición completa de los cuatro volúmenes no se daría sino hasta fines del siglo XX.

## El título
El título proviene de la portada de la primera edición de 1553, que a la letra dice:

Parte primera de la Crónica del Perú que trata de la demarcación de sus provincias: la descripción de ellas. Las fundaciones de las nuevas ciudades. Los ritos y costumbres de los indios. Y otras cosas extrañas dignas de ser sabidas. Hecha por Pedro de Cieza de León, vecino de Sevilla. 1553

Sin embargo, por indicios que se leen en la misma obra de Cieza, se desprende que el título que él mismo le daba era de Libro de las fundaciones.

## Argumento
La primera parte de la Crónica del Perú se enfoca en la descripción de las provincias del Perú, entendiéndose entonces como el Perú, los territorios situados desde la provincia de Quito (actual Ecuador, al Norte, hasta la provincia de Charcas (actual Bolivia), al Sur. Sin embargo, el autor empieza por describir los territorios situados más al norte, desde Panamá, hasta la provincia de Popayán y otras situadas en la actual Colombia. Ello debido a que la expedición española que descubrió el Perú partió de Panamá. La obra adquiere así valor notable por su descripción de las regiones, los climas, los accidentes geográficos, la flora, la fauna, las ciudades, los grupos étnicos con sus costumbres y creencias, etc. 
Más que una obra histórica, es pues una obra de carácter geográfico y etnográfico, aunque ciertamente matizada con referencias históricas. Se puede interpretar esta primera parte como la introducción a la obra verdaderamente histórica que el autor desenvolvió en los siguientes volúmenes, sobre los incas, la conquista española y las guerras civiles entre los conquistadores.

## Estructura
La obra empieza con una dedicatoria al rey Felipe II de España y un Proemio, donde el autor declara el propósito de su trabajo y expone la división de la misma. 	
Se divide en 121 capítulos, rotulados con numeración romana.

- I. 	En que se trata el descubrimiento de las Indias, y de algunas cosas que en los principios de su descubrimiento se hicieron, y de las que ahora son.
- II.	De la ciudad de Panamá y de su fundación, y por qué se trata della, primero que de otra alguna.
- III. 	De los puertos que hay desde la ciudad de Panamá, y las leguas que hay de uno a otro, y en los grados de altura que están.
- IV.	En que se declara la navegación hasta llegar al Callao de Lima, que es el puerto de la ciudad de los Reyes.
- V. 	De los puertos y ríos que hay desde la ciudad de los Reyes hasta la provincia de Chile, y los grados en que están, y otras cosas pertenecientes a la navegación de aquellas partes.
- VI.	Cómo la ciudad de San Sebastián estuvo poblada en la Culata de Urabá, y de los indios naturales que están en la comarca della.
- VII.	De cómo se hace la yerba tan ponzoñosa con que los indios de Santa Marta y Cartagena tantos españoles han muerto.
- VIII.	En que se declaran otras costumbres de los indios subjetos a la ciudad de Urabá.
- IX.	Del camino que hay entre la ciudad de San Sebastián y la ciudad de Antiocha y las sierras, montañas y ríos y otras cosas que allí hay; y cómo y en qué tiempo se pueda andar.
- X.	De la grandeza de las montañas de Abibe, y de la admirable y provechosa madera que en ellas se cría.
- XI.	Del cacique Nutibara y de su señorío, y de otros caciques subjetos a la ciudad de Antiocha.
- XII.	De las costumbres destos indios, y de las armas que tienen, y quién fué el fundador de la ciudad de Antiocha.
- XIII.	De la descripción de la provincia de Popayán y la causa por qué los indios della son tan indómitos y los del Perú tan domésticos.
- XIV.	En que se contiene el camino que hay desde la ciudad de Antiocha a la villa de Ancerma; y qué tanto hay de una parte a otra, y de las tierras y regiones que en este camino hay.
- XV.	De las costumbres de los indios desta tierra, y de la montaña que hay para llegar a la villa de Ancerma.
- XVI.	De las costumbres de los caciques y indios que están comarcanos a la villa de Ancerma, y de su fundación, quién fué el fundador.
- XVII.	De las provincias y pueblos que hay desde la ciudad de Antiocha a la villa de Arma, y de las costumbres de los naturales dellas.
- XVIII.	De la provincia de Arma y de sus costumbres y dé otras cosas notables que en ella hay.
- XIX.	De los ritos y sacrificios que estos indios tienen, y cuán grandes carniceros son de comer carne humana.
- XX.	De la provincia de Paucura, y de su manera y costumbres.
- XXI.	De los indios de Pozo, y cuán valientes y temidos son de sus comarcanos.
- XXII.	De la provincia de Picara y de los señores della.
- XXIII.	De la provincia de Carrapa y de lo que hay que decir della.
- XXIV.	De la provincia de Quimbaya y de las costumbres de los señores della, y de la fundación de la ciudad de Cartago, y quién fué el fundador
- XXV.	En que se prosigue el capítulo pasado sobre lo que toca a la ciudad de Cartago y a su fundación, y del animal llamado Chucha.
- XXVI.	En que se contienen las provincias que hay en este grande y hermoso valle, hasta llegar a la ciudad de Cali.
- XXVII.	De la manera que está asentada la ciudad de Cali, y de los indios de su comarca, y quién fué el fundador.
- XXVIII.	De los pueblos y señores de indios que están subjetos a los términos de esta ciudad
- XXIX.	En que se concluye lo tocante a la ciudad de Cali, y de otros indios que están en la montaña, junto al puerto que llaman la Buenaventura.
- XXX.	En que se contiene el camino que hay desde la ciudad de Cali a la de Popayán, y los pueblos de indios que hay en medio.
- XXXI.	Del río de Santa Marta y de las cosas que hay en sus riberas.
- XXXII.	En que se concluye la relación de los más pueblos y señores subjetos a la ciudad de Popayán, y lo que hay que decir hasta salir de sus términos
- XXXIII.	En que se da relación de lo que hay desde Popayán a la ciudad de Pasto, y quién fué el fundador della, y lo que hay que decir de los naturales sus comarcanos.
- XXXIV. En que se concluye la relación de lo que hay en esta tierra hasta salir dé los términos de la villa de Pasto.
- XXXV. De las notables fuentes y ríos que hay en estas provincias, y cómo se hace sal muy buena por artificio muy singular.
- XXXVI. En que se contiene la descripción y traza del reino del Perú, que se entiende desde la ciudad de Quito hasta la villa de Plata, que hay más de setecientas leguas.
- XXXVII.	De los pueblos y provincias que hay desde la villa de Pasto hasta la ciudad de Quito.
- XXXVIII.	En que se trata quiénes fueron los reyes ingas, y lo que mandaron en el Perú
- XXXIX.	De los más pueblos y aposentos que hay desde Carangue hasta llegar a la ciudad de Quito, y de lo que cuentan del hurto que hicieron los de Otabalo a los de Carangue.
- XL.	Del sitio que tiene la ciudad de San Francisco de Quito, y de su fundación, y quién fué el que la fundó.
- XLI.	De los pueblos que hay salidos del Quito hasta llegar a los reales palacios de Tumbamba, y de algunas costumbres que tienen los naturales dellos.
- XLII.	De los más pueblos que hay desde la Tacunga hasta llegar a Riobamba y lo que pasó en él entre el adelantado don Pedro de Alvarado y el mariscal don Diego de Almagro.
- XLIII.	Que trata de lo que hay que decir de los más pueblos de indios que hay hasta llegar a los aposentos de Tumebamba.
- XLIV.	De la grandeza de los ricos palacios que había en los asientos de Tumebamba de la provincia de los Cañares.
- XLV.	Del camino que hay de la provincia de Quito a la costa de la mar del Sur, y términos de la ciudad de Puerto-Viejo.
- XLVI.	En que se da noticia de algunas cosas tocantes a las provincias de Puerto-Viejo y a la línea Equinoccial.
- XLVII.	De lo que se tiene sobre si fueron conquistados estos indios desta comarca, o no, por los ingas, y la muerte que dieron a ciertos capitanes de Topainga Yupangue.
- XLVIII.	Cómo estos indios fueron conquistados por Guaynacapa, y de cómo hablaban con el demonio, y sacrificaban y enterraban con los señores mujeres vivas
- XLIX.	De cómo se daban poco estos indios de haber las mujeres vírgenes, y de cómo usaban el nefando pecado de la sodomía.
- L.	Cómo antiguamente tuvieron una esmeralda por dios, en que adoraban los indios de Manta; y otras cosas que hay que decir destos indios.
- LI.	En que se concluye la relación de los indios de la provincia de Puerto-Viejo, y lo demás tocante a su fundación, y quién fué el fundador.
- LII.	De los pozos que hay en la punta de Santa Elena, y de lo que cuentan de la venida que hicieron los gigantes de aquella parte, y del ojo de alquitrán que en ella está.
- LIII.	De la fundación de la ciudad de Guayaquil, y de la muerte que dieron los naturales a ciertos capitanes de Guaynacapa.
- LIV.	De la isla de la Puná y de la Plata, y de la admirable raíz que llaman zarzaparrilla, tan provechosa para todas enfermedades.
- LV.	De cómo se fundó y pobló la ciudad de Santiago de Guayaquil, y de algunos pueblos de indios que son a ella subjetos y otras cosas hasta salir de sus términos
- LVI.	De los pueblos de indios que hay saliendo de los aposentos de Tumebamba hasta llegar al paraje de la ciudad de Loja, y de la fundación desta ciudad.
- LVII.	De las provincias que hay de Tamboblanco a la ciudad de San Miguel, primera población hecha de cristianos españoles en el Perú; y de lo que hay que decir de los naturales dellas.
- LVIII.	En que se prosigue la historia hasta contar la fundación de la ciudad de San Miguel, y quién fué el fundador.
- LIX.	Que trata la diferencia que hace el tiempo en este reino del Perú, que es cosa notable en no llover en toda la longura de los llanos que son a la parte del mar del Sur.
- LX.	Del camino que los ingas mandaron hacer por estos llanos, en el cual hubo aposentos y depósitos como en el de la sierra, y por qué estos indios se llaman yungas.
- LXI.	De cómo estos yungas fueron muy servidos, y eran dados a sus religiones, y cómo había ciertos linajes y naciones dellos.
- LXII.	Cómo los indios destos valles y otros destos reinos creían que las ánimas salían de los cuerpos y no morían, y por qué mandaban echar sus mujeres en las sepulturas.
- LXIII.	Cómo usaban hacer los enterramientos, y cómo lloraban a los difuntos cuando hacían las obsequias.
- LXIV.	Cómo el demonio hacía entender a los indios destas partes que era ofrenda grata a sus dioses tener indios que asistiesen en los templos para que los señores tuviesen con ellos conocimiento, cometiendo el gravísimo pecado de la sodomía.
- LXV.	Cómo en la mayor parte destas provincias se usó poner nombre a los muchachos, y cómo miraban en agüeros y señales.
- LXVI.	De la fertilidad de la tierra de los llanos, y de las muchas frutas y raíces que hay en ellos, y la orden tan buena con que riegan los campos.
- LXVII.	Del camino que hay desde la ciudad de San Miguel hasta la de Trujillo, y de los valles que hay en medio.
- LXVIII.	En que se prosigue el mismo camino que se ha tratado en el capítulo pasado, hasta llegar a la ciudad de Trujillo.
- LXIX.	De la fundación de la ciudad de Trujillo, y quién fué el fundador.
- LXX.	De los más valles y pueblos que hay por el camino de los llanos, hasta llegar a la ciudad de los Reyes.
- LXXI.	De la manera que está situada la ciudad de los Reyes, y de su fundación, y quién fué el fundador.
- LXXII.	Del valle de Pachacama y del antiquísimo templo que en él estuvo, y cómo fué reverenciado por los yungas.
- LXXIII.	De los valles que hay desde Pachacama hasta llegar a la fortaleza del Guarco, y de una cosa notable que en este valle se hace.
- LXXIV.	De la gran provincia de Chincha, y cuánto fué estimada en los tiempos antiguos.
- LXXV.	De los más valles que hay hasta llegar a la provincia de Tarapacá.
- LXXVI.	De la fundación de la ciudad de Arequipa, cómo fué fundada y quién fué su fundador.
- LXXVII.	En que se declara cómo adelante de la provincia de Guancabamba está la de Cazamalca, y otras grandes y muy pobladas.
- LXXVIII.	De la fundación de la ciudad de la Frontera, y quién fué el fundador, y de algunas costumbres de los indios de su comarca.
- LXXIX.	Que trata de la fundación de la ciudad de León de Guanuco, y quién fué el fundador della.
- LXXX.	Del asiento desta ciudad y de la fertilidad de sus campos y costumbres de los naturales, y de un hermoso aposento o palacio de Guanuco, edificio de los ingas.
- LXXXI.	De lo que hay que decir desde Caxamalca hasta el valle de Jauja, y del pueblo de Guamachuco, que comarca con Caxamalca.
- LXXXII.	En que se trata cómo los ingas mandaban que estuviesen los aposentos bien proveídos, y cómo así lo estaban para la gente de guerra.
- LXXXIII.	De la laguna de Bombón, y cómo se presume ser nacimiento del gran río de la Plata.
- LXXXIV.	Que trata del valle de Jauja y de los naturales dél, y cuán gran cosa fué en los tiempos pasados.
- LXXXV.	En que se declara el camino que hay de Jauja hasta llegar a la ciudad de Guamanga, y lo que en este camino hay que notar.
- LXXXVI.	Que, trata la razón por qué se fundó la ciudad de Guamanga, siendo primero sus provincias términos del Cuzco y de la ciudad de los Reyes.
- LXXXVII.	De la fundación de la ciudad de Guamanga, y quién fué el fundador.
- LXXXVIII.	En que se declaran algunas cosas de los naturales comarcanos a esta ciudad.
- LXXXIX.	De los grandes aposentos que hubo en la provincia de Bilcas, que es pasada la ciudad de Guamanga.
- XC.	De  la provincia de Andabailas, y lo que se contiene en ella hasta llegar al valle de Xaquixaguana.
- XCI.	Del río Apurima y del valle de Xaquixaguana, y de la calzada que pasa por él, y lo que más hay que contar hasta llegar a la ciudad de Cuzco.
- XCII.	De la manera con que está fundada la ciudad del Cuzco, y de los cuatro caminos reales que della salen, y de los grandes edificios que tuvo, y quién fué el fundador.
- XCIII.	En que se declaran más en particular las cosas desta ciudad del Cuzco.
- XCIV.	Que trata del valle de Yucay y de los fuertes aposentos de Tambo, y parte de la provincia de Condesuyo.
- XCV.	De las montañas de los Andes y de su gran espesura, y de las grandes culebras que en ella se crían, y de las malas costumbres de los indios que viven en lo interior de la montaña.
- XCVI.	Cómo en todas las más de las Indias usaron los naturales dellas traer yerba o raíces en la boca, y de la preciada yerba llamada coca, que se cría en muchas partes deste reino.
- XCVII.	Del camino que se anda dende el Cuzco hasta la ciudad de la Paz, y de los pueblos que hay hasta salir de los indios que llaman canches.
- XCVIII.	De la provincia de los Canas y de los que dicen de Ayavire, que en tiempo de los ingas fué, a lo que se tiene, gran cosa.
- XCIX.	De la gran comarca que tienen los Collas, y la disposición de la tierra donde están sus pueblos, y de cómo tenían puestos mitimaes, para proveimiento dellos.
- C.	De lo que se dice destos Collas, de su origen y traje, y cómo hacían sus enterramientos cuando morían.
- CI.	De cómo usaron hacer sus honras y cabos de año estos indios, y de cómo tuvieron antiguamente sus templos.
- CII.	De las antiguallas que hay en Pucara, y de lo mucho que dicen que fué Hatuncalla, y del pueblo llamado Asangaro, y de otras cosas que de aquí se cuentan.
- CIII.	De la gran laguna que está en esta comarca del Collao y cuán honda es, y del templo de Titicaca.
- CIV.	En que se continúa este camino y se declaran los pueblos que hay hasta llegar a Tiaguanaco.
- CV.	Del pueblo de Tiaguanaco y de los edificios tan grandes y antiguos que en él se ven.
- CVI.	De la fundación de la ciudad llamada Nuestra Señora de la Paz, y quién fué el fundador, y el camino que della hay hasta la villa de Plata.
- CVII.	De la fundación de la villa de Plata, que está situada en la provincia de los Charcas.
- CVIII.	De la riqueza que hubo en Porco, y de cómo en los términos desta villa hay grandes vetas de plata.
- CIX.	Cómo se descubrieron las minas de Potosí, donde se ha sacado riqueza nunca vista ni oída en otros tiempos, de plata; y de cómo, por no correr el metal, la sacan los indios con la invención de las guairas.
- CX.	De cómo junto a este cerro de Potosí hubo el más rico mercado del mundo en tiempo que estas minas estaban en su prosperidad.
- CXI.	De los carneros, ovejas, guanacos y vicunias que hay en toda la mayor parte de la serranía del Perú.
- CXII.	Del árbol llamado molle, y de otras yerbas y raíces que hay en este reino del Perú.
- CXIII.	De cómo en este reino hay grandes salinas y baños, y la tierra es aparejada para criarse olivos y otras frutas de España; y de algunos animales y aves que en él hay.
- CXIV.	De cómo los indios naturales deste reino fueron grandes maestros de plateros y de hacer edificios, y de cómo para las ropas finas tuvieron colores muy perfectas y buenas.
- CXV.	Cómo en la mayor parte deste reino hay grandes mineros de metales.
- CXVI.	Cómo muchas naciones destos indios se daban guerra unos a otros, y cuán opresos tienen los señores y principales a los indios pobres.
- CXVII.	En que se declaran algunas cosas que en esta historia se han tratado cerca de los indios, y de lo que acaeció a un clérigo con uno dellos en un pueblo deste reino.
- CXVIII.	De cómo, queriéndose volver cristiano un cacique comarcano de la villa de Ancerma, veía visiblemente a los demonios, que con espantos le querían quitar de su buen propósito.
- CXIX.	Cómo se han visto claramente grandes milagros en el descubrimiento destas Indias, y querer guardar nuestro soberano Señor Dios a los españoles, y cómo también castiga a los que son crueles para con los indios.
- CXX.	De las diócesis o obispados que hay en este reino del Perú, y quien son los obispos dellos, y de la chancillería real que está en la ciudad de los Reyes.
- CXXI.	De los monasterios que se han fundado en el Perú desde el tiempo que se descubrió hasta el año de 1550 años.

## Valoración
Cieza, con esta obra, legó un importante documento etnográfico sobre los indígenas americanos, su religión y economía, sus creencias y organización. Demuestra un notable conocimiento y comprensión de la realidad andina. Es de destacar su propósito de contar los hechos sin utilizar eufemismos ni tratar de ocultarlos, por más escandaloso o pecaminoso que pudiera parecer a la visión cristiana occidental. Es así como describe prácticas de canibalismo, incesto, sodomía, bestialismo, entre otras costumbres que algunos grupos humanos practicaban, especialmente los situados en la zona ecuatorial.
Es de resaltar también su pro-indigenismo, que lo aproxima al padre Bartolomé de las Casas, y lo hace un antecedente del Inca Garcilaso de la Vega. En diversos pasajes elogia a los incas, su gobierno y administración, su método de conquista (más por amor y maña, que por fuerza), su habilidad agrícola y minera, sus caminos y edificaciones, el sistema de mitimaes, el fino acabado de sus objetos artísticos. 

…porque verdaderamente pocas naciones hubo en el mundo, a mi ver, que tuvieran mejor gobierno que los ingas. Salido del gobierno yo no apruebo cosa alguna, antes lloro las extorsiones y malos tratamientos y violentas muertes que los españoles han hecho en estos indios, obradas por su crueldad, sin mirar su nobleza y la virtud tan grande de su nación; pues todos los más destos valles están ya casi desiertos, habiendo sido en lo pasado tan poblados como muchos saben«.
Cap. LXI.

Si bien la obra en su conjunto se inicia con la historia incaica, a lo largo de ella alude a varias realizaciones preincaicas, señalando las más veces que se trataban de monumentos u obras anteriores a los incas, y recogiendo en algunos casos las leyendas que circulaban en torno a sus orígenes. Por ejemplo: la ciudad de Chan Chan; (cap. LXVIII); el santuario de Pachacámac (cap. LXXII); las líneas de Nazca (cap. LXXV); el templo de Chavín de Huántar (cap. LXXXII); las ruinas de Wari (cap. LXXXVII); y las construcciones monumentales de Tiahuanaco (cap. CV). Por eso, se le ha llamado como el primer arqueólogo del Perú.
El templo de Chavín de Huántar

“Entre los aposentos antiguos [de la provincia de Huaraz] se ve una fortaleza grande o antigualla, que es una a manera de cuadra, que tenía de largo ciento y cuarenta pasos, y de ancho mayor, y por muchas partes de ella están figurados rostros y talles humanos, todo primísimamente obrado; y dicen algunos indios que los incas, en señal de triunfo por haber vencido cierta batalla, mandaron hacer aquella memoria, y por tenerla para fuerza de sus aliados. Otros cuentan, y lo tienen por más cierto, que no es esto, sino que antiguamente, muchos tiempos antes que los incas reinasen, hubo en aquellas partes hombres a manera de gigantes, tan crecidos como lo mostraban las figuras que estaban esculpidas en las piedras, y que con el tiempo y con la guerra grande que tuvieron con los que ahora son señores de aquellos campos se disminuyeron y perdieron, sin haber quedado de ellos otra memoria que las piedras y cimiento que he contado”.
Cap. LXXXII

Las líneas de Nazca

Por todos estos valles [de Ica] y por los que se han pasado va de luengo el hermoso y gran camino de los incas, y por algunas partes de los arenales se ven señales para que atinen el camino que han de llevar. De estos valles de la Nasca van hasta llegar al de Hacarí…
Cap. LXXV

Las ruinas de la ciudad de Wari

El mayor río de ellos tiene por nombre Vinaque, adonde están unos grandes y muy antiquísimos edificios, que cierto, según están gastados y ruinados, debe de haber pasado por ellos muchas edades. Preguntando a los indios comarcanos quién hizo aquella antigualla, responden que otras gentes barbadas y blancas como nosotros, los cuales, muchos tiempos antes que los incas reinasen, dicen que vinieron a estas partes e hicieron allí su morada. Y de esto y de otros edificios antiguos que hay en este reino me parece que no son la traza de ellos como los que los incas hicieron o mandaron hacer. Porque este edificio era cuadrado y los de los incas largos y angostos. Y también hay fama que se hallaron ciertas letras en una losa de este edificio; lo cual ni lo afirmo ni dejo de tener para mí que en los tiempos pasados hubiese llegado aquí alguna gente de tal juicio y razón que hiciese estas cosas y otras que no vemos.
Cap. LXXXVII